# Попов, Никита Евгеньевич
Никита Евгеньевич Попов (11 июля 1992, Череповец) — российский хоккеист, защитник. Воспитанник череповецкого хоккея.

## Карьера
Никита Попов начал свою профессиональную карьеру в 2009 году в составе череповецкого «Алмаза», выступавшего в Молодёжной хоккейной лиге. В своём дебютном сезоне Никита провёл на площадке 47 матчей, в которых он набрал 2 (1+1) очка. В следующем сезоне Попов начал привлекаться к матчам «Северстали», однако на льду он так и не появился. В МХЛ же в том сезоне ему вместе с командой удалось попасть в плей-офф, где они в первом же раунде уступили «Красной Армии» со счётом 2:3.
Сезон 2011/12 Никита также начинал в составе «Алмаза», однако из-за травмы Станислава Егоршева, а также дисквалификации Богдана Киселевича 29 октября 2011 года в матче против московского ЦСКА он смог дебютировать в КХЛ.

## Статистика выступлений
Последнее обновление: 29 октября 2011 года
|                 |                 |                 | Регулярный сезон | Регулярный сезон | Регулярный сезон | Регулярный сезон | Регулярный сезон | Регулярный сезон | Плей-офф | Плей-офф | Плей-офф | Плей-офф | Плей-офф | Плей-офф |
| Сезон           | Команда         | Лига            | Игр              | Г                | П                | Очк              | +/-              | Штр              | Игр      | Г        | П        | Очк      | +/-      | Штр      |
| --------------- | --------------- | --------------- | ---------------- | ---------------- | ---------------- | ---------------- | ---------------- | ---------------- | -------- | -------- | -------- | -------- | -------- | -------- |
| 2009/10         | Алмаз           | МХЛ             | 47               | 1                | 1                | 2                | -5               | 38               | —        | —        | —        | —        | —        | —        |
| 2010/11         | Алмаз           | МХЛ             | 46               | 3                | 7                | 10               | +15              | 74               | 5        | 0        | 0        | 0        | -7       | 6        |
| 2011/12         | Алмаз           | МХЛ             | 44               | 7                | 7                | 14               | +9               | 99               | 10       | 2        | 1        | 3        | 1        | 24       |
| 2011/12         | Северсталь      | КХЛ             | 1                | 0                | 0                | 0                | --               | 0                | —        | —        | —        | —        | —        | —        |
| 2012/13         | Алмаз           | МХЛ             | 13               | 0                | 1                | 1                | 1                | 18               | 3        | 1        | 0        | 1        | 3        | 2        |
| 2012/13         | Северсталь      | КХЛ             | 24               | 0                | 0                | 0                | 3                | 6                | 3        | 0        | 0        | 0        | 0        | 0        |
| 2013/14         | Северсталь      | КХЛ             | 34               | 0                | 3                | 3                | 7                | 18               | —        | —        | —        | —        | —        | —        |
| Всего в КХЛ     | Всего в КХЛ     | Всего в КХЛ     | 64               | 0                | 3                | 3                | 9                | 24               | 3        | 0        | 0        | 0        | 0        | 0        |
| Всего в карьере | Всего в карьере | Всего в карьере | 115              | 11               | 12               | 18               | +13              | 161              | 5        | 0        | 0        | 0        | -7       | 6        |